# Isola di Udo
Udo (우도?, 牛島?) è un'isola situata nello stretto di Corea a circa 3,8 km a nord della penisola di Seongsan Ilchulbong, nella parte est dell'Isola di Jeju, Corea del Sud.
L'isola è un altopiano di origine vulcanica ed è la più grande delle otto isole abitate che fanno parte della provincia di Jeju, seconda solo a quest'ultima per dimensioni.
Il nome Udo, in caratteri hanja, significa letteralmente "isola mucca" e rimanda alla forma del suo territorio, che ricorda una mucca sdraiata su un fianco. Nella parte est si erge il cono vulcanico Udobong (우도봉?) con i suoi 132 m s.l.m., conosciuto anche con il nome "Soemeorioreum" (쇠머리오름?; lett. "testa della mucca").
Oltre ad un attivo allevamento di bestiame, il territorio è famoso anche per la coltivazione di arachidi, aglio, abalone, agar e turbo cornutus (una tipologia di conchiglia marina).

## Storia
Abitata sin dal 1698, nel 1980 faceva parte di Yeonpyeong-ri sotto la giurisdizione di Gujwa-eup, tuttavia, nell'aprile del 1986 l'isola venne elevata a “myeon” e per tanto rinominata Udo-myeon.
Nell'agosto del 2006 sul suo territorio è stato installato un ufficio governativo.

## Luoghi d'interesse
L'isola di Udo, con un flusso di turisti di circa un milione di persone all'anno, è considerata una delle località più visitate dell'isola di Jeju. Fu anche il luogo di riprese del film coreano Si-wor-ae, realizzato negli anni 2000.
Tra le sue maggiori attrazioni figurano otto paesaggi e bellezze naturali noti come Udopalgyeong (우도8경?), che si estendono lungo tutta la linea costiera e che rimandano a termini specifici: il giorno e la notte; il cielo e la terra; il davanti ed il dietro; l'est e l'ovest.
1. Jujanmyeongwol (주간명월?, 晝間明月?): grotta marina a sud del picco di Udobong. Si dice che il riflesso del sole sull'acqua al centro rimandi al sorgere della luna. Tra i nativi è conosciuta anche con il nome di Dalgeurian (달그리안?).
2. Yahangeobeom (야항어범?, 夜航漁帆?): spettacolo notturno creato dalle luci di vari pescherecci allineati lungo la costa.
3. Cheonjingwansan (천진관산?, 天津觀山?): vista del monte Halla dal porto di Dongcheonjindong, uno dei due porti che collegano Udo all'Isola di Jeju.
4. Jiducheongsa (지두청사?, 地頭靑莎?): vista panoramica dell'intera isola da Udobong.
5. Jeonpomangdo (전포망도?, 前浦望島?): profilo di Udo individuabile via mare, dalla forma caratteristica.
6. Huhaeseokbyeok (후해석벽?, 後海石壁?): scogliera alta all'incirca 20 metri e ampia 30 metri.
7. Dongankyeonggul (동안경굴?, 東岸鯨窟?): grotta nota come "narice" per la sua forma insolita, è situata sotto la scogliera in prossimità della spiaggia di sabbia nera di Geomullae.[3] Si narra che, in passato, vi vivesse una grande balena.
8. Seobinbaeksa (서빈백사?, 西濱白沙?): spiaggia sulla costa ovest dell'isola che si distingue per essere l'unica spiaggia in Corea costituita dalla presenza di rodolite. Tra la popolazione locale è conosciuta anche come spiaggia Sanho.[4]

### Altre attrazioni
- Spiaggia di Hongjodangoe Haebin (홍조단괴해빈?)[5]
- Spiaggia di Hagosudong (하고수동해수욕장?)[6]
- Museo di Udo (우도박물관?)[7]
- Faro di Udo con parco (우도등대공원?)

## Prodotti tipici
Udo si distingue per molti dolci a base di arachidi, molto famosi nell'isola. Tra questi si ricorda la sua versione speciale di makgeolli e il gelato alle arachidi. Molto famosi anche i piatti a base di pesce, tra i quali i bomalkalgugsu (보말칼국수?), il ppulsora gui (뿔소라 구이?) e lo hallasan bokkeumbap (한라산 볶음밥?). Così come Jeju, anche Udo si contraddistingue per la coltivazione del maiale nero, con la cui carne vengono preparati svariati piatti.

## Trasporti
Udo può essere raggiunta dal porto di Seongsan tramite traghetto che opera ogni dieci minuti. L'isola è attraversata da un percorso turistico lungo 11,3 chiamato Jeju Olle Trail Route 1-1.